# Yael Leonardo Lopumo
Lopumo Leonardo Yael (Buenos Aires, Argentina, 1 de septiembre de 1989) es un ilustrador y escritor argentino que actualmente vive en la ciudad de La Plata. Creador del personaje Lito en Marte.

## Biografía
Nació en la provincia de Buenos Aires, en la ciudad de Berazategui, donde vivió toda su infancia. A los 4 años de edad aprendió a escribir y a leer gracias a su padre quien le enseñó desde temprana edad. Terminó sus estudios en la escuela privada Carlos Pellegrini de la ciudad de Berazategui, para luego comenzar su carrera de Arquitectura en la Universidad Nacional de La Plata.
En el año 2019 decidió crear un personaje llamado Lito en Marte y darle vida en las redes sociales. Gracias a este personaje, pudo publicar su primer libro ilustrado con la editorial española Kaizen editores.
Actualmente Lito en Marte cuenta con 235 mil seguidores en Instagram.

## Obra
Lito en Marte, Ed. Kaizen Editores, España, 2020.